# Pieris deota
Pieris deota är en fjärilsart som först beskrevs av De Nicéville 1884.  Pieris deota ingår i släktet Pieris och familjen vitfjärilar. Inga underarter finns listade i Catalogue of Life.